# Lambda Aquilae
Al Thalimain eller Lambda Aquilae (λ Aqulilae, förkortat Lambda Aql, λ Aql)  är en ensam stjärna belägen i den sydvästra delen av stjärnbilden Örnen (stjärnbild). Den har en skenbar magnitud på 3,43 och är synlig för blotta ögat där ljusföroreningar ej förekommer. Baserat på parallaxmätning inom Hipparcosuppdraget på ca 26,1 mas, beräknas den befinna sig på ett avstånd på ca 125 ljusår (ca 38 parsek) från solen.

## Nomenklatur
Lambda Aquilae har det traditionella namnet Al Thalimain, som den delar med Jota Aquilae. Namnet härstammar från den arabiska termen الظليمان ath-thalīmain som betyder "De två strutsarna". Lambda Aquilae är mer exakt Al Thalimain Prior.

## Egenskaper
Lambda Aquilae är en blå till vit stjärna i huvudserien av spektralklass B9 Vn. Den har en beräknad massa som är ca 3 gånger större än solens massa, en radie som är nästan dubbelt så stor som solens och utsänder från dess fotosfär ca 55 gånger mera energi än solen vid en effektiv temperatur av ca 11 800 K.
Lambda Aquilae är en av de minst variabla stjärnorna som observerades av Hipparcossatelliten. Den är en misstänkt Lambda Bootis-stjärna och har en ålder av cirka 160 miljoner år. Stjärnan ligger ca 5° från det galaktiskt planet och ca 30° från siktlinjen till Vintergatan centrum. Denna himmelsregion är trång längs siktlinjen med minst 55 objekt belägna inom 10 bågsekunder från stjärnan. Undersökning av stjärnan visar med en 85 procent sannolikhet att inga följeslagare finns. Trots detta misstänks den vara en spektroskopisk dubbelstjärna. Den kan alltså ha en omkretsande följeslagare vars närvaro avslöjas genom förskjutningar i absorptionslinjerna i spektret orsakad av dopplereffekten. Baserat på bredden av dessa linjer beräknas stjärnan ha snabb rotation, med en projicerad rotationshastighet av 103 km/s.

## Relaterat rymduppdrag
NASAs rymdsond Pioneer 11, uppskjuten i april 1973, lämnade solsystemet 1990 och fortsatte i riktning mot Lambda Aquilae. Det beräknas att det tar ca 4 miljoner år för sonden att färdas sin närmaste väg till sin destination, förutsatt att den kommer att förbli intakt. Emellertid slutade NASA att kommunicera med Pioneer 11 redan november 1995 eftersom rymdsondens kraft redan var för svag för att överföra data.